# Woodstock (Geórgia)
Woodstock é uma cidade localizada no estado americano de Geórgia, no Condado de Cherokee.

## Demografia
Segundo o censo americano de 2000, a sua população era de 10.050 habitantes.
Em 2006, foi estimada uma população de 21.482, um aumento de 11432 (113.8%).

## Geografia
De acordo com o United States Census Bureau tem uma área de
22,8 km², dos quais 22,8 km² cobertos por terra e 0,0 km² cobertos por água.

## Localidades na vizinhança
O diagrama seguinte representa as localidades num raio de 20 km ao redor de Woodstock.